# Lagonda 14/60
La Lagonda 14/60 è un'autovettura di lusso prodotta dalla casa automobilistica britannica Lagonda dal 1925 al 1933. È stata prodotta in versione berlina quattro porte, turismo quattro porte e sport due porte. Le versioni speciali prodotte furono due, la 2 Litre Speed (1927–33) e la Continental (solo nel 1932). Il numero "14" nel nome della vettura si riferiva alla potenza fiscale, mentre il "60" alla potenza in cavalli vapore britannici. In totale ne vennero prodotti 1440 esemplari.

## Il contesto
Fu il primo modello progettato dopo la morte del fondatore della casa automobilistica, Wilbur Gunn. Il progetto fu del neoassunto Arthur Davidson, che proveniva dalla Lea-Francis. Con questo modello, complice la morte del fondatore, la casa automobilistica britannica fissò un nuovo standard, che segnò l'evoluzione tecnica e di stile dei modelli fino ad allora prodotti. Venne presentata a Londra al salone dell'automobile britannico nel 1925.

## Caratteristiche tecniche

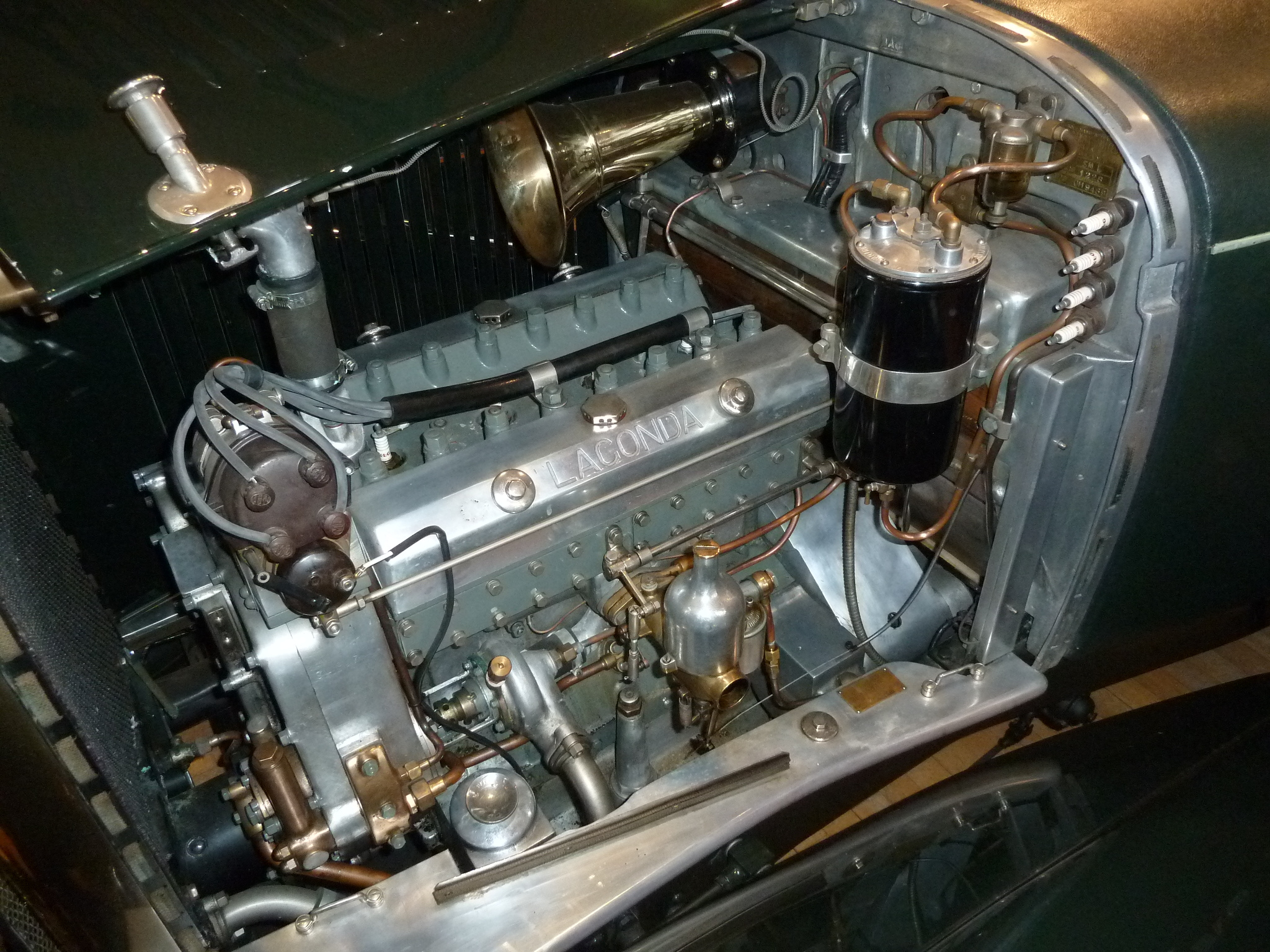
Il motore di una 14/60 versione 2 Litre Speed Model del 1929

La meccanica del motore, considerando le tecnologie utilizzate fino ad allora dalla Lagonda, fu una novità per la casa automobilistica britannica. Il progetto del motore fu di Arthur Davidson, da poco arrivato dalla casa automobilistica britannica Lea-Francis.
Il principale cambiamento rispetto al passato fu la meccanica che muovevale valvole. Vennero infatti previsti due alberi a camme, uno per ciascun fianco laterale del motore, ciascuno dei quali movimentava la fila di valvole di propria pertinenza. Questa soluzione rese possibile l'agevole rimozione della testata senza intaccare la meccanica delle valvole, ad esempio in caso di riparazioni. In precedenza, sui modelli Lagonda, questa operazione era impossibile. 

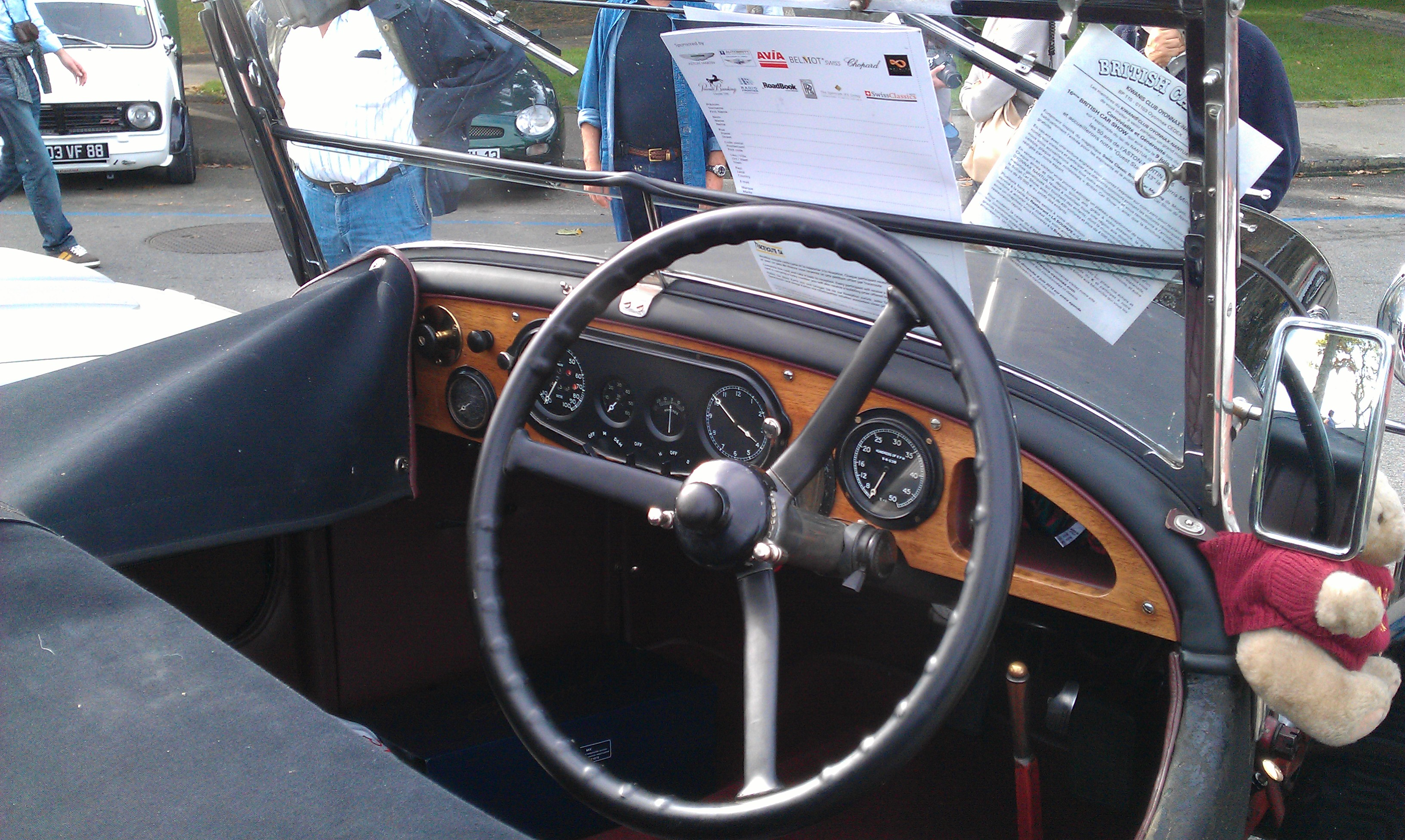
Gli interni di una 14/60 versione 2 Litre Speed Model del 1928

Gli alberi a camme erano mossi da un sistema di catene che permetteva due fasi di movimentazione. Era poi presente una catena che muoveva la dinamo e le pompe dell'olio lubrificante e dell'acqua del circuito di raffreddamento. L'albero a gomiti era guidato da cinque cuscinetti, mentre l'alimentazione era assicurata da un carburatore Zenith. Il motore era a quattro cilindri e aveva una cilindrata di 1954 cm³ con distribuzione a valvole in testa. L'alesaggio era di 72 mm, mentre la corsa era di 120 mm. Il motore della Lagonda 14/60 produceva 60 cavalli vapore britannici a 3500 giri al minuto.
La trasmissione era assicurata da un cambio a quattro rapporti, che era separato dal motore. La frizione era a disco secco. La trazione era posteriore, mentre il telaio, che venne progettato da A. E. Masters, era tubolare. Sul retrotreno erano installate sospensioni a balestra semiellittica e freni a tamburo aventi diametro di 356 mm. La 14/60 aveva un impianto frenante sdoppiato: una parte era collegato al pedale e agiva come freno sulle ruote, mentre l'altro sistema era collegato tramite un cavo al freno di stazionamento.
È stata prodotta in versione berlina 4 porte, turismo quattro porte e sport due porte, quest'ultima con carrozzeria cabriolet e parabrezza a forma di "V". La berlina e la turismo potevano ospitare fino a cinque persone, mentre la sport quattro. I primi esemplari di 14/60 montavano ruote a raggi in legno rinforzate in metallo, mentre i successivi in metallo pieno. Alcuni modelli vennero realizzati a telaio nudo, ovvero senza carrozzeria, per permettere all'acquirente di far completare la vettura appena acquistata dal suo carrozziere di fiducia.

## Versioni speciali

### 2 Litre Speed Model

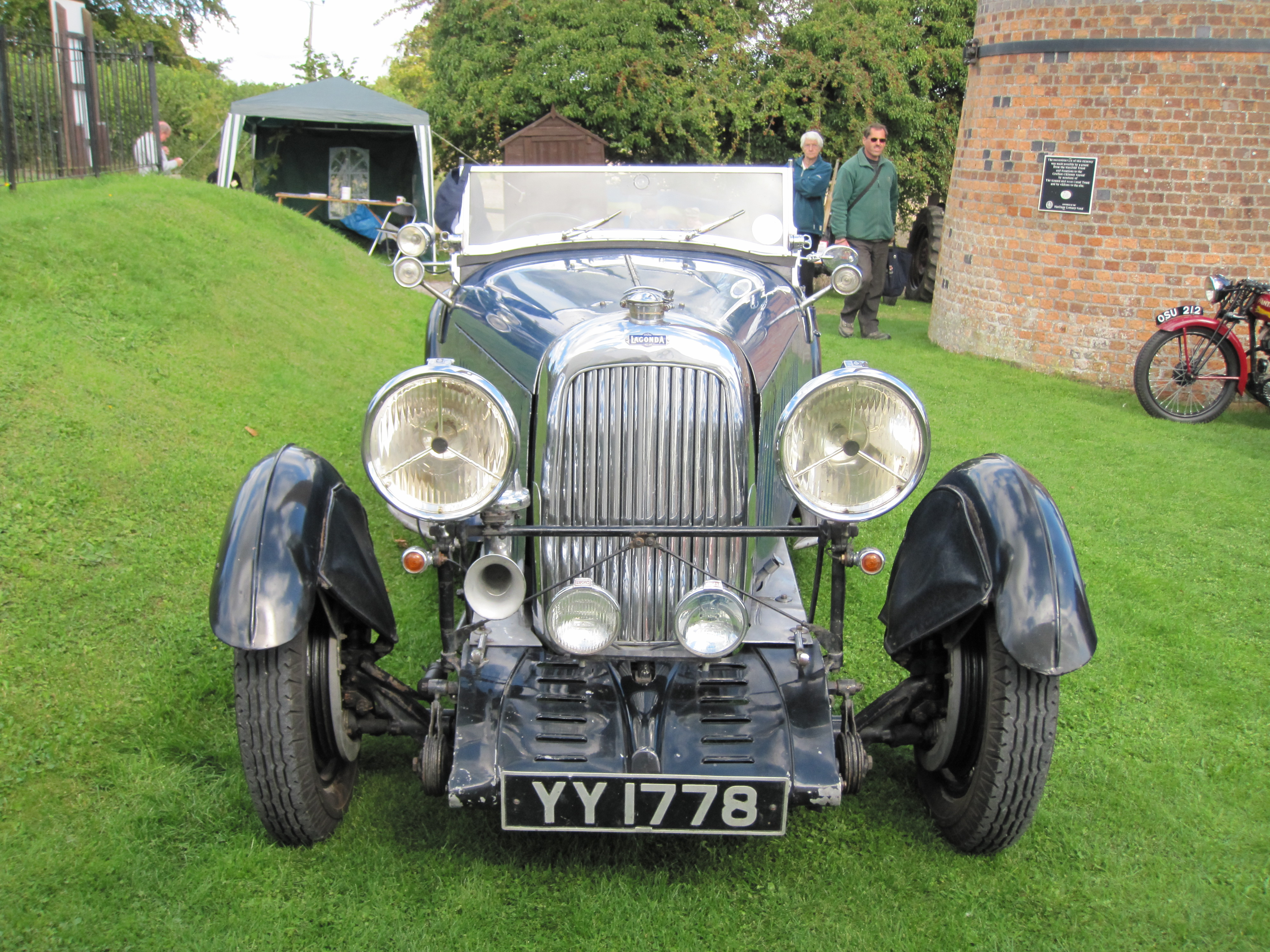
Continental model with the large Lucas headlamps

Nel 1927 fu annunciata la versione 2 Litre Speed Model, che aveva un motore più potente visto che arrivava ad erogare 70 cavalli vapore britannici grazie all'aumento del rapporto di compressione e all'alleggerimento del telaio e della carrozzeria. La vettura era in grado di raggiungere i 130 km/h. Per montare un propulsore diverso, venne modificato il telaio e fu allungato il cofano. Fu realizzata in versione turismo e berlina. Nel 1929 il corpo vettura venne ribassato. Anche il radiatore venne modificato così da permettere lo spostamento della dinamo, che venne installata di fronte all'albero a gomiti. Nel 1930 fu annunciata la versione sovralimentata che era in grado di raggiungere i 140 km/h.

### Continental
Nel 1932 fu annunciata la versione Continental. La carrozzeria era in acciaio, mentre il radiatore, che era provvisto di una otturatore termostatico, fu inclinato leggermente. Il modello venne provvisto di parafanghi anteriori di tipo motociclistico e di due fari Lucas P100. Della nuova versione, che costava 30 sterline in più, vennero realizzati 23 esemplari..